# كراسنوكامنسك
كراسنوكامنسك (بالروسية: Краснокаменск) هي إحدى مدن روسيا في الكيان الفدرالي الروسي تشيتا أوبلاست.

## المناخ
يظهر الجدول التالي التغييرات المناخية على مدار السنة لكراسنوكامنسك:
| الشهر                             | يناير         | فبراير        | مارس         | أبريل       | مايو        | يونيو       | يوليو       | أغسطس       | سبتمبر      | أكتوبر      | نوفمبر       | ديسمبر        | المعدل السنوي |
| --------------------------------- | ------------- | ------------- | ------------ | ----------- | ----------- | ----------- | ----------- | ----------- | ----------- | ----------- | ------------ | ------------- | ------------- |
| متوسط درجة الحرارة الكبرى °م (°ف) | −20.4 (−4.7)  | −15.5 (4.1)   | −4.9 (23.2)  | 8.0 (46.4)  | 17.6 (63.7) | 24.1 (75.4) | 26.0 (78.8) | 23.3 (73.9) | 16.4 (61.5) | 6.7 (44.1)  | −7.4 (18.7)  | −17.8 (0.0)   | 4.7 (40.4)    |
| المتوسط اليومي °م (°ف)            | −26.8 (−16.2) | −23.1 (−9.6)  | −12.6 (9.3)  | 1.0 (33.8)  | 9.9 (49.8)  | 16.7 (62.1) | 19.8 (67.6) | 17.1 (62.8) | 9.6 (49.3)  | 0.0 (32.0)  | −13.8 (7.2)  | −23.7 (−10.7) | −2.2 (28.1)   |
| متوسط درجة الحرارة الصغرى °م (°ف) | −33.1 (−27.6) | −30.6 (−23.1) | −20.2 (−4.4) | −6.0 (21.2) | 2.2 (36.0)  | 9.4 (48.9)  | 13.6 (56.5) | 10.9 (51.6) | 2.8 (37.0)  | −6.7 (19.9) | −20.1 (−4.2) | −29.6 (−21.3) | −9.0 (15.9)   |
| الهطول مم (إنش)                   | 2 (0.1)       | 3 (0.1)       | 4 (0.2)      | 12 (0.5)    | 21 (0.8)    | 56 (2.2)    | 107 (4.2)   | 80 (3.1)    | 39 (1.5)    | 8 (0.3)     | 4 (0.2)      | 4 (0.2)       | 340 (13.4)    |
| المصدر:                           |               |               |              |             |             |             |             |             |             |             |              |               |               |